# جورجي إيفانوف
جورجي إيفانوف (بالمقدونية:Ѓорге Иванов) من مواليد 2 مايو سنة 1960 في مدينة فالاندوفو وهو سياسي مقدوني يشغل حاليا منصب رئيس جمهورية مقدونيا منذ 12 مايو سنة 2009.

## نشأته
ولد عام 1960 في بلدة فالاندوفو الواقعة في جنوب جمهورية مقدونيا اليوغسلافية آنذاك، أنهى إيفانوف دراسته الثانوية في فالاندوفو وبقي فيها حتى سن السابعة والعشرين حيث أنتقل إلى عاصمة المقدونية سكوبي التي أصبحت مقر أقامته الدائم، وحتى العام 1990 كان إيفانون ناشطا في اتحاد الشباب الاشتراكي ليوغسلافيا حيث كان يعمل على إصلاح النظام السياسي وتعزيز التعددية السياسية واقتصاد السوق الحر.

## الحملة الانتخابية
في 25 يناير 2009 أختار الحزب الديموقراطي من أجل الوحدة الوطنية المقدونية أحد أقوى الأحزاب المقدونية إيفانوف رئيسا للحزب ليمثلة في الانتخابات الرئاسية المقدونية لعام 2009 بالرغم من عدم كونه عضوا في الحزب ، حصد إيفانوف 63.14% من أصوات الناخبين ليبنصب رئيسا لجمهور مقدونيا.